# مسجد السودان (سلا)
مسجد السودان، واحد من المساجد الرئيسية بمدينة سلا، يوجد في حي الروسطال بمقاطعة تابريكت بمدينة سلا. تم تدشين المسجد عام 1967م على يد وزير عموم الأوقاف والشؤون الإسلامية المرحوم أحمد بركاش، ؤ كان إسمه مسجد الحسن الثاني. تم تغيير اسم المسجد سنة 1969 إلى مسجد السودان، تخليدا لذكرى انعقاد القمة العربية في مدينة الرباط. هندسة المسجد تجمع بين العمارة المغربية والأندلسية. [بحاجة لمصدر]